# روني تونغ
روني تونغ هو سياسي هونغ كونغي، ولد في 28 أغسطس 1950 في هونغ كونغ في الصين. حزبياً، نشط في Civic Party ‏ (2006 – 22 يونيو 2015).